# Discocainia laciniata
Discocainia laciniata är en svampart som först beskrevs av Alb. & Schwein., och fick sitt nu gällande namn av Tork. & Eckblad 1977. Discocainia laciniata ingår i släktet Discocainia och familjen Rhytismataceae.   Inga underarter finns listade i Catalogue of Life.